# Księga dokumentów
Księga dokumentów (Shujing) – zbiór historycznych dokumentów chińskich z VI w. p.n.e., zaliczany do pięcioksięgu konfucjańskiego. Jest to blisko 30 utworów, zawierających krótkie przemówienia i umoralniające wskazania, przypisywane mądrym i cnotliwym władcom starożytności z czasów od XXII do VII wieku p.n.e. Stanowią one najwcześniejsze pisane źródło chińskiej historii.
Czas powstania księgi nie został dotychczas dokładnie ustalony, najwcześniejsze powołanie się na nią w innych tekstach pochodzi z 717 p.n.e. Niektórzy chińscy uczeni przypisują ją Konfucjuszowi, w rzeczywistości jednak mógł ją jedynie przeredagować, dokonać wyboru dokumentów spośród większej ich liczby, jaką mógł w swoich czasach znaleźć w książęcych archiwach. Przy okazji prawdopodobnie usunął z niej elementy mitologiczne i legendarne, co zdaniem dzisiejszych badaczy zmniejszyło bogactwo i paradoksalnie również wiarygodność dzieła.
Nie jest to w ścisłym tego słowa znaczeniu kronika historyczna. Jest to zbiór historycznych dokumentów wzajemnie ze sobą niepowiązanych i różniących się charakterem i formą. Shujing zawiera m.in. listy władców i opisy różnych wydarzeń.
Dokumenty w większości wypadków nie mogły powstać w czasach, których treść ich dotyczy. Sądząc ze stylu i bogactwa słownikowego musiały one zostać napisane dopiero kilka wieków po okresie z którego pochodzą najwcześniejsze znane dzisiaj napisy na kościach wróżebnych.
Pod koniec III wieku p.n.e. na rozkaz Shi Huangdi wszystkie egzemplarze księgi zostały zniszczone. Księga została częściowo odtworzona za czasów panowania cesarza Wendi (179-157 p.n.e.) przez uczonego Fu Shenga, który w ruinach swojego domu odnalazł 29 rozdziałów dzieła. Odtworzoną wersję Fu Shenga nazwano Nowym tekstem. Niedługo potem na murze domu Konfucjusza odnaleziono zapisany tekst Księgi, zawierający 16 rozdziałów nieistniejących w redakcji Fu Shenga. Tekst z muru nazwano Starym tekstem.
Istnienie dwóch różniących się od siebie wersji tekstu sprawiło, że przez wieki uczeni chińscy, a potem europejscy, kwestionowali ich autentyczność. Dopiero w połowie XX wieku, dzięki odkryciu napisów na kościach wróżebnych z Anyangu potwierdzono autentyczność Shujing.